# Nonilion
Nonilion, nonylion, nowentylion – liczba 1054, czyli jedynka i 54 zera w zapisie dziesiętnym.
W krajach stosujących tzw. krótką skalę (głównie kraje anglojęzyczne) nonilion oznacza 1030, czyli kwintylion w pozostałych krajach.
W układzie SI mnożnikowi 1054 nie odpowiada żaden przedrostek jednostki miary.